# Grover (Contea di Marinette, Wisconsin)
Grover è un comune degli Stati Uniti, situato in Wisconsin, nella Contea di Marinette.